# Mistrovství Československa jednotlivců na klasické ploché dráze 1985
Mistrovství Československa jednotlivců na klasické ploché dráze 1985 bylo tvořeno 6 závody.

## Závody
Z1 = Praha – 13. 4. 1985
Z2 = Slaný – 14. 4. 1985
Z3 = Pardubice – 26. 4. 1985
Z4 = Plzeň – 27. 4. 1985
Z5 = Kopřivnice – 29. 6. 1985
Z6 = Březolupy – 30. 6. 1985

## Celkové výsledky
| Pořadí | Jméno                | Klub              | Body | Body celkem |
| ------ | -------------------- | ----------------- | ---- | ----------- |
| 1.     | Antonín Kasper       | Rudá hvězda Praha |      | 73          |
| 2.     | Aleš Dryml           | Pardubice         |      | 66          |
| 3.     | Jiří Štancl          | Rudá hvězda Praha |      | 65          |
| 4.     | Václav Verner        | Pardubice         |      | 62          |
| 5.     | Petr Ondrašík        | Rudá hvězda Praha |      | 55          |
| 6.     | Lubomír Jedek        | Rudá hvězda Praha |      | 54          |
| 7.     | Roman Matoušek       | Rudá hvězda Praha |      | 48          |
| 8.     | Zdeněk Schneiderwind | Rudá hvězda Praha |      | 44          |
| 9.     | Pavel Karnas         | Pardubice         |      | 42          |
| 10.    | Petr Vandírek        | Rudá hvězda Praha |      | 40          |
| 11.    | Jan Verner           | Rudá hvězda Praha |      | 39          |
| 12.    | Stanislav Urban      | Pardubice         |      | 30          |
| 13.    | Ladislav Hradecký    | Slaný             |      | 27          |
| 14.    | Jan Klokočka         | Slaný             |      | 25          |
| 15.    | Jiří Svoboda         | Rudá hvězda Praha |      | 17          |
| 16.    | Emil Sova            | Pardubice         |      | 14          |
| 17.    | Zdeno Vaculík        | Žarnovica         |      | 9           |
| 18.    | Jaromír Bartoš       | Plzeň             |      | 6           |

### 1. závod Praha - 13. dubna 1985
| Pořadí | Jméno                | Klub              | Body | Body celkem |
| ------ | -------------------- | ----------------- | ---- | ----------- |
| 1.     | Antonín Kasper       | Rudá hvězda Praha |      | 15          |
| 2.     | Jiří Štancl          | Rudá hvězda Praha |      | 13          |
| 3.     | Zdeněk Schneiderwind | Rudá hvězda Praha |      | 11          |
| 4.     | Petr Ondrašík        | Rudá hvězda Praha |      | 10          |
| 5.     | Václav Verner        | Pardubice         |      | 10          |
| 6.     | Stanislav Urban      | Pardubice         |      | 9           |
| 7.     | Aleš Dryml           | Pardubice         |      | 9           |
| 8.     | Roman Matoušek       | Rudá hvězda Praha |      | 8           |
| 9.     | Jan Verner           | Rudá hvězda Praha |      | 7           |
| 10.    | Lubomír Jedek        | Rudá hvězda Praha |      | 7           |
| 11.    | Pavel Karnas         | Pardubice         |      | 6           |
| 12.    | Jiří Svoboda         | Rudá hvězda Praha |      | 5           |
| 13.    | Petr Vandírek        | Rudá hvězda Praha |      | 4           |
| 14.    | Jan Klokočka         | Slaný             |      | 4           |
| 15.    | Ladislav Hradecký    | Slaný             |      | 2           |
| 16.    | Zdeno Vaculík        | Žarnovica         |      | 0           |

### 2. závod Slaný - 14. dubna 1985
| Pořadí | Jméno                | Klub              | Body | Body celkem |
| ------ | -------------------- | ----------------- | ---- | ----------- |
| 1.     | Antonín Kasper       | Rudá hvězda Praha |      | 13          |
| 2.     | Jan Klokočka         | Slaný             |      | 11          |
| 2.     | Aleš Dryml           | Pardubice         |      | 11          |
| 4.     | Jiří Svoboda         | Rudá hvězda Praha |      | 11          |
| 5.     | Zdeněk Schneiderwind | Rudá hvězda Praha |      | 10          |
| 6.     | Lubomír Jedek        | Rudá hvězda Praha |      | 9           |
| 7.     | Petr Ondrašík        | Rudá hvězda Praha |      | 8           |
| 8.     | Roman Matoušek       | Rudá hvězda Praha |      | 8           |
|        | Jiří Štancl          | Rudá hvězda Praha |      | 8           |
|        | Václav Verner        | Pardubice         |      | 7           |

### 3. závod Pardubice - 27. dubna 1985
| Pořadí | Jméno          | Klub              | Body | Body celkem |
| ------ | -------------- | ----------------- | ---- | ----------- |
| 1.     | Antonín Kasper | Rudá hvězda Praha |      | 15          |
| 2.     | Aleš Dryml     | Pardubice         |      | 14          |
| 3.     | Václav Verner  | Pardubice         |      | 11          |

### 5. závod Kopřivnice - 29. června 1985
| Pořadí | Jméno         | Klub              | Body | Body celkem |
| ------ | ------------- | ----------------- | ---- | ----------- |
| 1.     | Václav Verner | Pardubice         |      | 14          |
| 2.     | Aleš Dryml    | Pardubice         |      | 13          |
| 3.     | Lubomír Jedek | Rudá hvězda Praha |      | 12          |

### 6. závod Březolupy - 30. června 1985
| Pořadí | Jméno          | Klub              | Body | Body celkem |
| ------ | -------------- | ----------------- | ---- | ----------- |
| 1.     | Jiří Štancl    | Rudá hvězda Praha |      | 14          |
| 2.     | Lubomír Jedek  | Rudá hvězda Praha |      | 12          |
| 3.     | Aleš Dryml     | Pardubice         |      | 12          |
| 4.     | Roman Matoušek | Rudá hvězda Praha |      | 12          |